# Fantezie urbană
Fantezia urbană este un subgen al fanteziei care plasează elemente supranaturale într-un cadru urban contemporan. Combinația oferă scriitorului o platformă pentru tropi ai fanteziei clasice, elemente ale intrigii quijotice și personaje neobișnuite – fără a fi necesară crearea unei întregi lumi imaginare.
Precursori ai fanteziei urbane se găsesc în ficțiunea populară din secolul al XIX-lea - iar utilizarea actuală a termenului datează din anii 1970 - dar o mare parte din publicul său a fost stabilit în anii 1930-1950 odată cu succesul scenariilor supranaturale în filme (și mai târziu la televizor). Popularitatea actuală a genului a început în America de Nord din anii 1980, deoarece scriitorii și editorii au fost încurajați de succesul lui Stephen King și Anne Rice.